# Kiester (Minnesota)
Kiester es una ciudad ubicada en el condado de Faribault en el estado estadounidense de Minnesota. En el Censo de 2010 tenía una población de 501 habitantes y una densidad poblacional de 442,65 personas por km².

## Geografía
Kiester se encuentra ubicada en las coordenadas 43°32′12″N 93°42′40″O / 43.53667, -93.71111. Según la Oficina del Censo de los Estados Unidos, Kiester tiene una superficie total de 1.13 km², de la cual 1.13 km² corresponden a tierra firme y (0%) 0 km² es agua.

## Demografía
Según el censo de 2010, había 501 personas residiendo en Kiester. La densidad de población era de 442,65 hab./km². De los 501 habitantes, Kiester estaba compuesto por el 97.21% blancos, el 0% eran afroamericanos, el 0% eran amerindios, el 0.4% eran asiáticos, el 0% eran isleños del Pacífico, el 1.2% eran de otras razas y el 1.2% pertenecían a dos o más razas. Del total de la población el 4.19% eran hispanos o latinos de cualquier raza.